# Rhinopomastus cyanomelas
Rhinopomastus cyanomelas е вид птица от семейство Phoeniculidae.

## Разпространение
Видът е разпространен в Ангола, Ботсвана, Бурунди, Замбия, Зимбабве, Демократична република Конго, Кения, Лесото, Малави, Мозамбик, Намибия, Руанда, Сомалия, Свазиленд, Танзания, Уганда и Южна Африка.